# Дмитриевка (деревня, Зеленовский сельсовет)
Дмитриевка (Жидково, Ралгино) — упразднённая в 1987 году деревня в Сосновском районе Тамбовской области России. Входила в состав Зелёновского сельсовета.

## География
Расположена была в пределах Окско-Донской равнины, в западной части района, на реке Польной Воронеж, в четырёх километрах от села Зелёное.
Климат
Территория Дмитриевки находится, как и весь район, в умеренном климатическом поясе, и входит в состав континентальной климатической области Восточно-Европейской равнины. В среднем в год выпадает от 350 до 450 мм осадков. Весной, летом и осенью преобладают западные и южные ветра, зимой — северные и северо-восточные. Средняя скорость ветра 4-5 м/с.

## История
Из книги Н. В. Муравьёва «Трагедия тамбовской деревни» «впервые упоминается в ревизской сказке 1834 года под названием „Деревня Дмитриевского, что на Польном Воронеже“».
В 1858 году Дмитриевка принадлежала помещику Николаю Дмитриевичу Ралгину (крепостных мужского пола — 129, женского — 121).
В 1906—1909 годах Козловское уездное земство выдало Дмитриевскому сельскому обществу ссуду на постройку школьного здания сроком на 10 лет и в деревне появилась одноклассная земская школа.
По епархиальным сведениям 1911 года деревня относилась к приходу Казанской церкви села Бибиково (Стефаново).
Во время коллективизации в деревне создан колхоз «Ким»; со временем вошедший в состав колхоза им. Фрунзе (центр — село Зелёное).
На карте 1985 года обозначена как нежилая
Решением исполкома областного Совета от 28 декабря 1987 года № 380 исключена из перечня населенных пунктов области.
На современной карте не обозначена.

## Население
В 1911 году в 48 дворах проживало 395 человек (мужчин — 187, женщин — 208), в 1926 году в 98 хозяйствах жили 570 человек (мужчин — 272, женщин — 298), по спискам сельскохозяйственного налога на 1928-29 гг. насчитано 88 хозяйств с населением 513 человек

## Инфраструктура
Было развито личное и коллективное хозяйство.
В деревне находились сельсовет, начальная школа и изба-читальня. В 1967 году Ламское сельпо построило в Дмитриевке новый магазин, который был открыт 19 ноября того же года.

## Транспорт
Просёлочные дороги.